# Pandanus laxespicatus
Pandanus laxespicatus är en enhjärtbladig växtart som beskrevs av Ugolino Martelli. Pandanus laxespicatus ingår i släktet Pandanus och familjen Pandanaceae.
Artens utbredningsområde är Madagaskar. Inga underarter finns listade.